# 穆罕默德·阿卜杜拉·哈桑·穆罕默德
穆罕默德·阿卜杜拉·哈桑·穆罕默德（阿拉伯语：‎，1978年12月2日—）是阿联酋的足球裁判，2010年起成为FIFA认定的国际级裁判。他是2015年亚足联亚洲盃、2018年国际足联世界杯和2022年国际足联世界杯的主裁判之一。
2014年亚足联冠军联赛四分之一决赛首回合，他连续用两张红牌罚下广州恒大足球俱乐部的场上球员郑智和张琳芃，而在中国互联网成为被批评和攻击的对象。